# 重庆跳伞塔
跳傘塔位於重慶市渝中区两路口街道体育路，文物遺址年代為1942年，1992年3月19日列為重慶市第二批市級文物保護單位。2000年9月7日列為第一批重慶市文物保護單位。